# Basi-bozuk

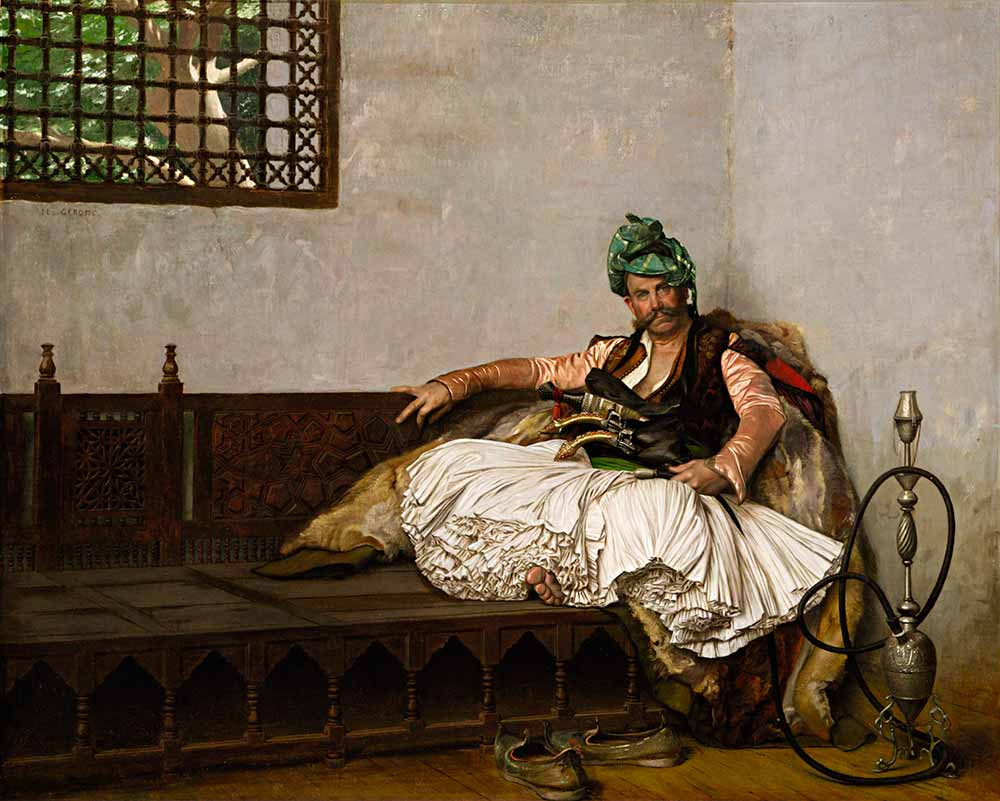
'Chef Bashi-Bazouk', óleo de Jean-Léon Gérôme, 1881

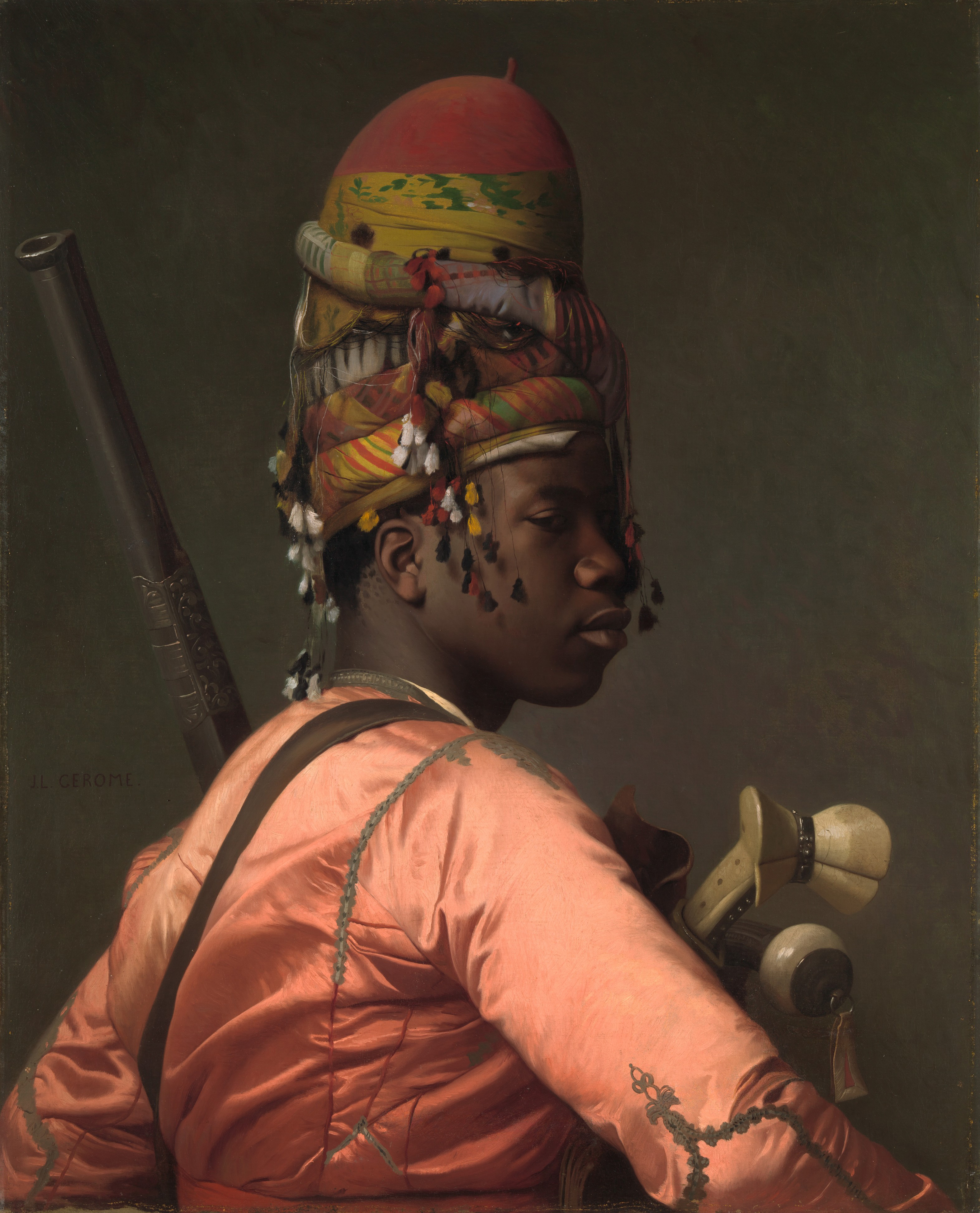
Un basik-bozuk, cuadro de Jean-Léon Gérôme.

Un basi-bozuk (en turco: başıbozuk, que significa 'cabeza estropeada') era un soldado irregular (mercenario) del ejército otomano. El ejército reclutaba principalmente a albaneses, kurdos y circasianos como basi-bozuks, pero los reclutas provenían de todos los grupos étnicos del Imperio otomano. Tenían fama de valientes, pero también de ser un grupo indisciplinado, notorio por el saqueo y la depredación de civiles como resultado de la falta de reglamentación.
Aunque las tropas otomanas siempre constaron de aventureros basi-bozuks, así como de soldados regulares, las continuas tensiones en el sistema feudal otomano -provocadas principalmente por la ampliación del territorio del Imperio otomano- requerían una dependencia más acusada en dichos soldados irregulares.

## Origen e historia
Aunque los ejércitos otomanos siempre integraron tanto a aventureros como a soldados regulares, la tensión en el sistema feudal otomano causada principalmente por la amplia extensión del Imperio exigía una mayor dependencia de los soldados irregulares. Estaban armados y mantenidos por el gobierno, pero no recibían paga y no llevaban uniformes ni distintivos. Su motivación para la lucha era sobre todo por las expectativas de saqueo. Aunque la mayoría de las tropas luchaban a pie, algunas unidades (llamadas akinci) montaban a caballo. Debido a su falta de disciplina, eran incapaces de llevar a cabo operaciones militares importantes, pero eran útiles para otras tareas, como el reconocimiento y el servicio de avanzada. Sin embargo, su temperamento incierto hacía necesario ocasionalmente que las tropas regulares otomanas los desarmaran por la fuerza.
El ejército otomano se componía de:
- Las tropas domésticas del Sultán, llamadas Kapıkulu, que eran asalariadas, siendo el más notable el cuerpo de Jenízaros.
- Soldados provinciales, que eran feudales (los Tımarlı), siendo el más importante Timarli Sipahi (lit. "caballería feudal") y sus criados (llamados cebelu, lit. "armados", hombre de armas), pero también había otros tipos.
- Soldados de territorios, protectorados o países aliados (los más importantes eran los del Janato de Crimea).
- Los basi-bozuks no solían recibir pagas regulares y vivían del botín.

Un intento en 1803 del gobernador del Eyalato de Egipto, Koca Hüsrev Mehmed Pasha, por disolver sus basi-bozuks albaneses en favor de sus fuerzas regulares provocó el estallido de unos disturbios que llevaron a la creación del Jedivato de Egipto de Mehmet Alí. Dejaron de usarse definitivamente a finales del siglo XIX. Sin embargo, las tropas basi-bozuks autoorganizadas reaparecieron con posterioridad.

## Reputación y atrocidades

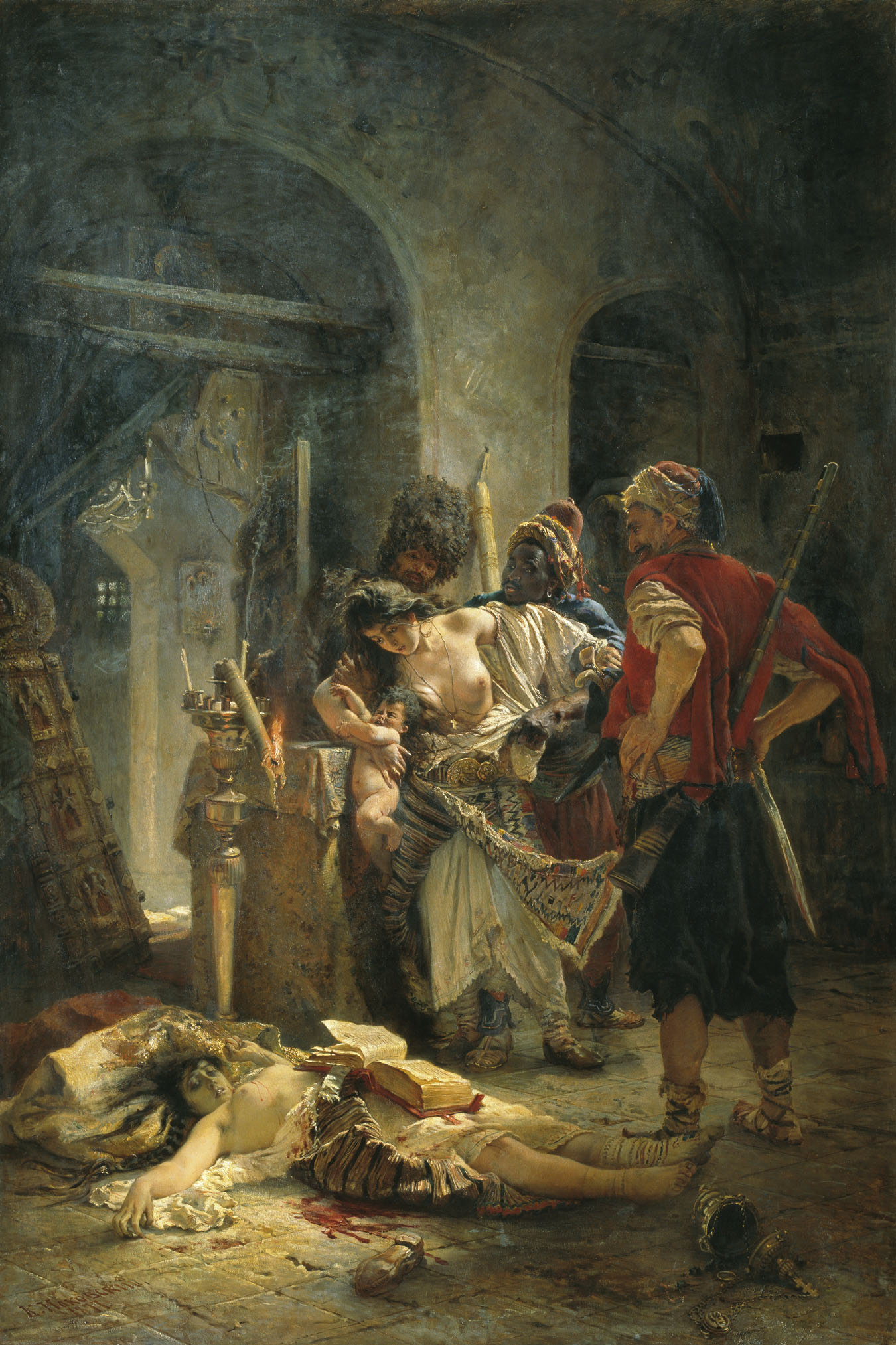
Las mártires búlgaras (1877) de Konstantin Makovski

Los basi-bozuks eran conocidos por ser violentamente brutales e indisciplinados, dando así al término su segundo significado coloquial de "bandido indisciplinado" en muchos idiomas. Un ejemplo notable de este uso es la serie de cómics Las aventuras de Tintín, donde la palabra se utiliza a menudo como una expresión del Capitán Haddock.
La masacre de Batak (1876) fue causada por miles de basi-bozuks enviados para sofocar una rebelión local. De la misma manera, los bashi-bozuks perpetraron la masacre de Focea en 1914. Durante la Revuelta de Ilinden-Preobrazhenie de 1903 en Macedonia, estas tropas quemaron 119 pueblos, destruyeron 8400 casas y más de 50.000 refugiados macedonios huyeron a las montañas.
Las mártires búlgaras (1877) de Konstantín Makovski es una pintura que representa la violación de dos mujeres búlgaras en una iglesia por un hombre de apariencia africana y dos bashi-bozuks de aspecto turco, durante la sublevación de Abril.